# Yirgalem Fisseha Mebrahtu
Yirgalem Fisseha Mebrahtu (en amharique : ይርጋለም ፍስሃ መብራቱ), née en 1981 à Adi Keyh en Érythrée, est une poétesse, écrivaine et journaliste érythréenne.
D'abord poète, mais aussi journaliste et présentatrice de radio, elle est arrêtée en 2009 par le gouvernement érythréen et emprisonnée jusqu'en 2015. Elle vit ensuite en exil, et reçoit plusieurs prix pour son courage et sa liberté d'expression. Elle écrit et publie des poèmes et des nouvelles.

## Biographie

### Jeunesse et débuts littéraires
Née en 1981 à Adi Keyh en Érythrée, Yirgalem Fisseha Mebrahtu écrit de la poésie depuis son enfance. Depuis 1995 environ, elle participe à des événements littéraires dans son école, puis dans les médias privés et publics. Elle fonde ensuite le Club de littérature d'Adi Keyh avec d’autres jeunes écrivains, qui font partie d’un réseau de groupes similaires perçus comme faisant revivre la littérature érythréenne.

### Journaliste
Jusqu'à l'interdiction des médias privés en 2001, elle travaille comme journaliste indépendante et publie des poèmes dans des revues littéraires. Elle fréquente en 2002 l'Institut de formation des enseignants de la capitale Asmara. De septembre 2003 à février 2009, elle est écrivaine, présentatrice et directrice de programmes à la station de radio Radio Bana du ministère érythréen de l'Éducation. Elle y réalise des émissions sur la santé, reçoit des médecins et fournit des informations sur le VIH.

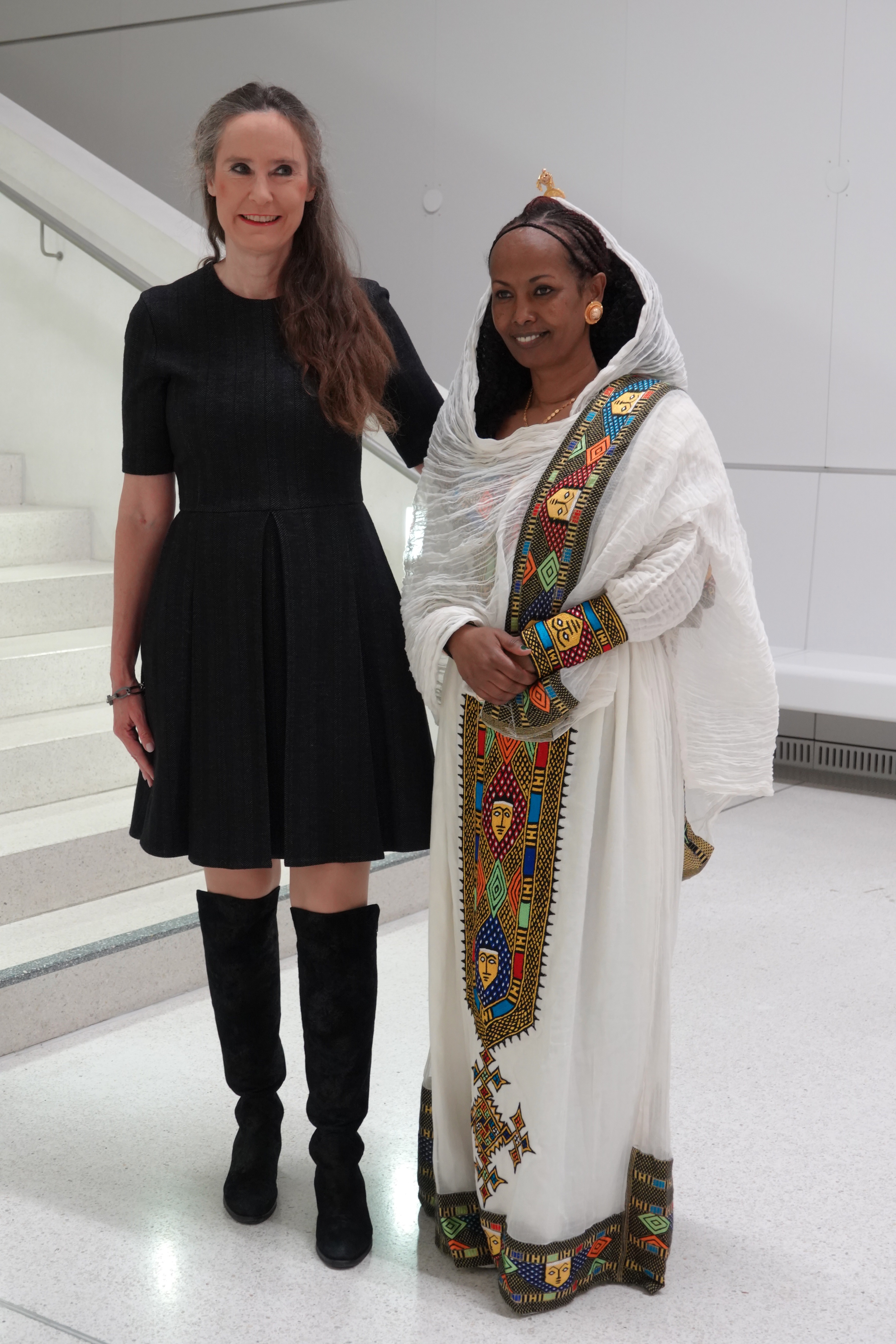
Yirgalem Fisseha Mebrahtu (à droite) avec Tanja Kinkel en 2023.

### Arrestation et détention
Elle est arrêtée le 9 février 2009 avec une trentaine d'autres personnes dans le bâtiment de la radio, seule femme parmi les personnes arrêtées,. Elle est accusée d'avoir des liens avec des médias étrangers, et d'autres accusations dont un complot en vue d'assassiner le président et de dénigrer des hommes politiques. Elle passe les deux premières années en cellule d'isolement dans la prison de Mai Swra, où elle est même torturée. Après six ans de prison sans inculpation ni procès, elle est libérée en 2015. Elle tente de fuir l’Érythrée deux ans après, mais elle est arrêtée à la frontière et de nouveau emprisonnée pendant quatre mois. Après sa libération, elle réussit à s'enfuir en Ouganda,.
Sa détention retient l'attention des médias internationaux, dans le contexte d'un débat sur les droits humains en Érythrée,,,. Elle est soutenue par l'association d'écrivains PEN International. En 2014, Reporters sans frontières l'inclut dans sa première liste des 100 héros de la liberté de la presse.

### Libération, exil, poèmes et nouvelles
Elle peut aller à Munich en décembre 2018 grâce à la bourse Writers in Exile du PEN Club d'Allemagne. Elle loge dans un appartement du PEN, où Stella Nyanzi lui succède.
Yirgalem Fisseha Mebrahtu publie en 2019 ses 130 poèmes écrits avant son emprisonnement, et après sa libération et son départ en exil. Ils paraissent pour la première fois dans le recueil de poèmes ኣለኹ (« Je suis vivante ») écrit en tigrigna ; la traduction en allemand en est publiée en 2022. Selon l'éditeur, les poèmes se répartissent en deux catégories, d'une part le calme, la lâcheté, la pudeur et le courage, et d'autre part la tension, la bataille du vice et de la décence, de la violence et de la justice, de la destruction et de la procréation, de la persécution et de la mort.
En 2022, elle publie 33 nouvelles et essais, également en tigrigna, dans lesquels elle s'affranchit du thème de la persécution et choisit des sujets plus libres. Elle reçoit en 2023 le reçoit le prix Georg Elser pour son courage civique,.

## Ouvrages
- ኣለኹ (Je suis vivante), እሕታሚ እምኵሉ, Emkulu Verlag, Schweden, 2019  (ISBN 978-91-639-9565-1), en tigrigna — traduit en allemand en 2023[18].
- ዘይበረየ ጐድነይ (Zeybereye Godney), እሕታሚ እምኵሉ, Emkulu Verlag, Schweden, 2022.
- Freiheit in Briefen, Zwei Autorinnen im Dialog (Liberté en littérature, deux auteurs dialoguent), avec Tanja Kinkel, Akono Verlag, 2023  (ISBN 978-3-949554-14-8).

## Prix et distinctions
- 2018 : Prix PEN International des écrivains universitaires[19].
- 2019 : Prix de la liberté d'expression PEN Erythrée[20].
- 2019 : Women, Writers and Activists Change Rules. Nominierung durch PEN International[21].
- 2021 : Prix de la Bibliothèque Václav Havel, décernant le prix de la Paix à un écrivain en danger : nomination[22].
- 2023 : Prix Georg Elser[16],[23].
- 2023 : Bayerischer Kunstförderpreis für Literatur[24].